# Hendrik I van Dauphiné de Vienne
Hendrik I van Tour-du-Pin, ook genoemd Hendrik I van Dauphiné de Vienne (Dauphiné 1296 of 1297 – Dauphiné 1328 of 1329) was prins-bisschop elect van Passau (1317-1319) en prins-bisschop van Metz (1319-1325) in het Rooms-Duitse Rijk. De hoofdtaak voor Hendrik was echter het regentschap van het prinsdom Dauphiné, in naam van 2 minderjarige neefjes, ook in het Rooms-Duitse Rijk.

## Levensloop

### Jonge jaren
Hendrik groeide op in de Dauphiné en was de zoon van Humbert I van het grafelijk huis de la Tour-du-Pin en van Anne van het graafschap Bourgondië. Hij studeerde rechten. Hij was kanunnik in verschillende kapittels van het Rooms-Duitse rijk: Vienne, Saint-Just-de-Lyon, Clermont, Kamerijk, maar ook daarbuiten. Hij was kanunnik en diaken in het koninkrijk Frankrijk – Rouen- en aartsdiaken in Worcester, in het koninkrijk Engeland. Dankzij de belangrijke inkomsten uit al deze prebenden was het hem mogelijk lang te studeren en zich te bekwamen als jurist.

### Prins-bisschop van Passau
In 1317 benoemde paus Johannes XXII, paus in Avignon, Hendrik tot bisschop van Passau. Hendrik was te jong om bisschop te worden (21 jaar) doch de paus gaf Hendrik dispensatie voor de wijding. Hendrik werd overigens nooit tot bisschop gewijd in zijn leven, zelfs nooit tot priester. Het is onbekend of hij de wereldlijke regalia van het prinsdom Passau ontving uit handen van de Rooms-Duitse keizer. Hendrik kwam nauwelijks in Passau. Vanaf 1319 hield Hendrik zich namelijk bezig met het prinsdom Dauphiné waar hij regent geworden was. Hij bestuurde het prinsdom in naam van zijn minderjarige neef Guiges VIII van Tour-du-Pin.

### Prins-bisschop van Metz
In 1319 maakte paus Johannes XXII een einde aan de bestuurloosheid van het prinsbisdom Metz. De aartsdiakens Philippe van Bayon en Pierre de Sierk ruzieden al 3 jaar om de bisschopstroon van Metz (1316-1319). Aan de periode van leegstaande zetel kwam een einde in 1319. Hendrik I werd er prins-bisschop. Hij kwam eigenlijk nooit in Metz. Hij stuurde steeds geestelijken om in zijn naam Metz te besturen. Ondertussen bestuurde hij de Dauphiné. Nadat zijn neefje Guiges VIII gestorven was (1323), regeerde hij verder over de Dauphiné in naam van een ander neefje, Jan II van Vienne. 
In 1324 verscheen Hendrik I toch in Metz. Vier edelen hadden het namelijk gemunt op het prinsbisdom Metz. Het waren Jan de Blinde van Luxemburg en Bohemen, Boudewijn van Luxemburg, aartsbisschop van Trier (de kerkelijke baas van Hendrik), Ferry IV hertog van Lotharingen en Edward I, graaf van Bar. Hendrik I kocht de vrede af door hen geld te schenken, alsook goederen zoals grondgebied of een kasteel. Toen een jaar later deze edelen opnieuw het prinsbisdom Metz bedreigden, beloofde Hendrik I ditmaal aan de burgers van Metz geld en méér zeggenschap in de stad (1325). Hendrik I kon de Dauphiné evenwel niet verlaten omwille van de lopende oorlog tussen de Dauphiné en de Savoye. Hendrik I behoorde bij de zegevierders in dit gewapend conflict in de Alpen. De burgers van Metz wachtten ongeduldig op het geld alsook op de andere beloftes van Hendrik I. Hendrik I reageerde niet. Voor de burgers van Metz werd het te gortig toen Hendrik I de bisschoppelijke kazernes liet openen voor de vijandelijke troepen. Finaal dumpte Hendrik I de bisschopszetel van Metz (1325). Hij bestuurde de Dauphiné verder als regent tot zijn dood eind 1328 of begin 1329.
- Gemeinsame Normdatei: 133831035
- Virtual International Authority File: 55347872
- WorldCat: E39PBJm9gcqHbdb3bX3BW79bh3